# Eucladium calcareum
Eucladium calcareum là một loài Rêu trong họ Pottiaceae. Loài này được (Nees & Hornsch.) C.E.O. Jensen mô tả khoa học đầu tiên năm 1923.